# Spring Cup
La Spring Cup (que l'on pourrait traduire par Coupe de printemps) est une ancienne compétition de football, organisée par la Scottish Football League, n'ayant connu qu'une seule édition, en 1976. Elle a été créée après la réorganisation des divisions du championnat écossais et principalement la re-création de la Division 3 en 1975-76. Elle se déroule après la fin du championnat de Division 2 et de Division 3 et tire son nom du fait qu'elle se déroule au printemps 1976.

## Création
Quand les clubs membres de la Scottish Football League votèrent en 1974 pour accepter la réorganisation du système de ligues du championnat écossais, le format choisi comprenait trois divisions de respectivement 10, 14 et 14 clubs, avec un démarrage pour la saison 1975-76. Or le nombre de 14 clubs pour les divisions 2 et 3 ne permettait pas d'organiser facilement un calendrier avec un nombre de matches optimal. 
Une organisation sur la base d'une double confrontation entre chaque club donnait un total de 26 matches, trop court, alors qu'une quadruple confrontation donnait un total de 52 matches, trop élevé. De même, une triple confrontation entre chaque club permettait certes d'obtenir un calendrier à 39 matches, total largement acceptable, mais n'était pas équitable car cela impliquait que la moitié des équipes auraient 24 matches à domicile et 13 à l'extérieur et inversement pour l'autre moitié. 
La solution retenue par la Scottish Football League fut d'opter pour le calendrier à 26 matches et de rajouter une compétition à la suite, la Spring Cup ouverte uniquement aux clubs de Division 2 et Division 3, ce qui permettait de rajouter au minimum 6 matches (dont 3 à domicile) pour toutes les équipes et au maximum 12 matches (dont 5 à domicile) pour les deux équipes atteignant la finale.

## Format
Les 28 clubs concernés sont répartis en 7 groupes de 4. Les équipes d'un même groupe se rencontrent deux fois chacune, sur le terrain de l'une puis de l'autre. Deux points sont accordés lors d'une victoire, un point pour un match nul et zéro point pour une défaite. Les deux équipes en tête de chaque groupe (ainsi que les deux meilleures troisièmes) sont qualifiées pour le tour suivant, soit 16 équipes en tout. À ce niveau, la compétition se déroule selon un format coupe avec huitièmes de finale, quarts de finale, demi-finales et finale.
Les huitièmes et les quarts se jouent selon le format de matches aller-retour alors que les demi-finales et la finale se déroule sur un match unique joué sur terrain neutre.

## Résultats
Note : les clubs en italique sont les clubs de Division 2.

### Phase de groupes

#### Groupe 1
| Rang | Équipe        | Pts | J | G | N | P | Bp | Bc | Diff |  | Résultats (▼ dom., ► ext.) | Aird | Brec | East | Stra |
| ---- | ------------- | --- | - | - | - | - | -- | -- | ---- |  | -------------------------- | ---- | ---- | ---- | ---- |
| 1    | Airdrieonians | 9   | 6 | 4 | 1 | 1 | 11 | 7  | +4   |  | Airdrieonians              |      | 2-1  | 1-0  | 6-2  |
| 2    | East Fife     | 7   | 6 | 3 | 1 | 2 | 10 | 5  | +5   |  | Brechin City               | 1-1  |      | 1-1  | 4-0  |
| 3    | Brechin City  | 5   | 6 | 1 | 3 | 2 | 9  | 8  | +1   |  | East Fife                  | 3-0  | 2-0  |      | 4-2  |
| 4    | Stranraer     | 3   | 6 | 1 | 1 | 4 | 7  | 17 | -10  |  | Stranraer                  | 0-1  | 2-2  | 1-0  |      |

#### Groupe 2
| Rang | Équipe          | Pts | J | G | N | P | Bp | Bc | Diff |  | Résultats (▼ dom., ► ext.) | Allo | Berw | Falk | Kilm |
| ---- | --------------- | --- | - | - | - | - | -- | -- | ---- |  | -------------------------- | ---- | ---- | ---- | ---- |
| 1    | Falkirk         | 9   | 6 | 4 | 1 | 1 | 10 | 5  | +5   |  | Alloa Athletic             |      | 2-0  | 3-1  | 2-2  |
| 2    | Alloa Athletic  | 7   | 6 | 2 | 3 | 1 | 10 | 8  | +2   |  | Berwick Rangers            | 2-2  |      | 1-1  | 0-0  |
| 3    | Kilmarnock      | 5   | 6 | 1 | 3 | 2 | 5  | 6  | -1   |  | Falkirk                    | 3-1  | 2-0  |      | 2-0  |
| 4    | Berwick Rangers | 3   | 6 | 0 | 3 | 3 | 4  | 10 | -6   |  | Kilmarnock                 | 0-0  | 3-1  | 0-1  |      |

#### Groupe 3
| Rang | Équipe             | Pts | J | G | N | P | Bp | Bc | Diff |  | Résultats (▼ dom., ► ext.) | Forf | Mead | Part | St M |
| ---- | ------------------ | --- | - | - | - | - | -- | -- | ---- |  | -------------------------- | ---- | ---- | ---- | ---- |
| 1    | Saint Mirren       | 10  | 6 | 5 | 0 | 1 | 18 | 3  | +15  |  | Forfar Athletic            |      | 3-3  | 0-1  | 0-1  |
| 2    | Partick Thistle    | 8   | 6 | 4 | 0 | 2 | 14 | 8  | +6   |  | Meadowbank Thistle         | 1-0  |      | 2-1  | 0-4  |
| 3    | Meadowbank Thistle | 5   | 6 | 2 | 1 | 3 | 6  | 17 | -11  |  | Partick Thistle            | 4-2  | 5-0  |      | 1-3  |
| 4    | Forfar Athletic    | 1   | 6 | 0 | 1 | 5 | 5  | 15 | -10  |  | Saint Mirren               | 5-0  | 4-0  | 1-2  |      |

#### Groupe 4
| Rang | Équipe        | Pts | J | G | N | P | Bp | Bc | Diff |  | Résultats (▼ dom., ► ext.) | Albi | Arbr | Dumb | Sten |
| ---- | ------------- | --- | - | - | - | - | -- | -- | ---- |  | -------------------------- | ---- | ---- | ---- | ---- |
| 1    | Dumbarton     | 8   | 6 | 4 | 0 | 2 | 12 | 7  | +5   |  | Albion Rovers              |      | 1-0  | 1-2  | 1-0  |
| 2    | Arbroath      | 6   | 6 | 3 | 0 | 3 | 7  | 6  | +1   |  | Arbroath                   | 3-2  |      | 0-1  | 0-1  |
| 3    | Albion Rovers | 6   | 6 | 3 | 0 | 3 | 9  | 11 | -2   |  | Dumbarton                  | 4-1  | 1-2  |      | 3-1  |
| 4    | Stenhousemuir | 4   | 6 | 2 | 0 | 4 | 6  | 10 | -4   |  | Stenhousemuir              | 2-3  | 0-2  | 2-1  |      |

#### Groupe 5
| Rang | Équipe               | Pts | J | G | N | P | Bp | Bc | Diff |  | Résultats (▼ dom., ► ext.) | Cowd | Dunf | Hami | Quee |
| ---- | -------------------- | --- | - | - | - | - | -- | -- | ---- |  | -------------------------- | ---- | ---- | ---- | ---- |
| 1    | Queen's Park         | 7   | 6 | 2 | 3 | 1 | 9  | 6  | +3   |  | Cowdenbeath                |      | 4-0  | 3-0  | 1-3  |
| 2    | Dunfermline Athletic | 7   | 6 | 3 | 1 | 2 | 7  | 8  | -1   |  | Dunfermline Athletic       | 1-0  |      | 1-2  | 2-1  |
| 3    | Hamilton Academical  | 6   | 6 | 2 | 2 | 2 | 5  | 8  | -3   |  | Hamilton Academical        | 1-0  | 0-2  |      | 1-1  |
| 4    | Cowdenbeath          | 4   | 6 | 2 | 0 | 4 | 8  | 7  | +1   |  | Queen's Park               | 2-0  | 1-1  | 1-1  |      |

#### Groupe 6
| Rang | Équipe             | Pts | J | G | N | P | Bp | Bc | Diff |  | Résultats (▼ dom., ► ext.) | Clyd | ClBa | Quee | Rait |
| ---- | ------------------ | --- | - | - | - | - | -- | -- | ---- |  | -------------------------- | ---- | ---- | ---- | ---- |
| 1    | Raith Rovers       | 9   | 6 | 4 | 1 | 1 | 12 | 9  | +3   |  | Clyde                      |      | 1-3  | 1-0  | 2-2  |
| 2    | Clydebank          | 8   | 6 | 4 | 0 | 2 | 15 | 6  | +9   |  | Clydebank                  | 3-0  |      | 4-0  | 1-2  |
| 3    | Clyde              | 5   | 6 | 2 | 1 | 3 | 7  | 11 | -4   |  | Queen of the South         | 1-2  | 1-3  |      | 2-0  |
| 4    | Queen of the South | 2   | 6 | 1 | 0 | 5 | 6  | 14 | -8   |  | Raith Rovers               | 2-1  | 2-1  | 4-2  |      |

#### Groupe 7
| Rang | Équipe             | Pts | J | G | N | P | Bp | Bc | Diff |  | Résultats (▼ dom., ► ext.) | East | Mont | Mort | Stir |
| ---- | ------------------ | --- | - | - | - | - | -- | -- | ---- |  | -------------------------- | ---- | ---- | ---- | ---- |
| 1    | Montrose           | 9   | 6 | 4 | 1 | 1 | 15 | 11 | +4   |  | East Stirlingshire         |      | 1-1  | 1-2  | 2-1  |
| 2    | Morton             | 9   | 6 | 4 | 1 | 1 | 11 | 7  | +4   |  | Montrose                   | 3-0  |      | 1-4  | 3-2  |
| 3    | East Stirlingshire | 4   | 6 | 1 | 2 | 3 | 4  | 8  | -4   |  | Morton                     | 1-0  | 2-4  |      | 1-1  |
| 4    | Stirling Albion    | 2   | 6 | 0 | 2 | 4 | 6  | 10 | -4   |  | Stirling Albion            | 0-0  | 2-3  | 0-1  |      |

### Phase à élimination directe
|  | Huitièmes de finale | Huitièmes de finale  | Huitièmes de finale | Huitièmes de finale |                      |                      | Quarts de finale    | Quarts de finale    | Quarts de finale    | Quarts de finale    |  |  | Demi-finales  | Demi-finales  | Demi-finales  | Demi-finales  |  |  | Finale     | Finale     | Finale     | Finale     |
|  |                     |                      |                     |                     |                      |                      |                     |                     |                     |                     |  |  |               |               |               |               |  |  |            |            |            |            |
|  | 14 et 17 avril 1976 | 14 et 17 avril 1976  | 14 et 17 avril 1976 | 14 et 17 avril 1976 |                      |                      | 21 et 24 avril 1976 | 21 et 24 avril 1976 | 21 et 24 avril 1976 | 21 et 24 avril 1976 |  |  | 28 avril 1976 | 28 avril 1976 | 28 avril 1976 | 28 avril 1976 |  |  | 3 mai 1976 | 3 mai 1976 | 3 mai 1976 | 3 mai 1976 |
|  | 1er gr.7            | Montrose             | 3                   | 3                   |                      |                      | 21 et 24 avril 1976 | 21 et 24 avril 1976 | 21 et 24 avril 1976 | 21 et 24 avril 1976 |  |  | 28 avril 1976 | 28 avril 1976 | 28 avril 1976 | 28 avril 1976 |  |  | 3 mai 1976 | 3 mai 1976 | 3 mai 1976 | 3 mai 1976 |
|  | 1er gr.7            | Montrose             | 3                   | 3                   |                      |                      | 21 et 24 avril 1976 | 21 et 24 avril 1976 | 21 et 24 avril 1976 | 21 et 24 avril 1976 |  |  | 28 avril 1976 | 28 avril 1976 | 28 avril 1976 | 28 avril 1976 |  |  | 3 mai 1976 | 3 mai 1976 | 3 mai 1976 | 3 mai 1976 |
|  | 3e gr.5             | Hamilton Academical  | 1                   | 6                   |                      |                      | 21 et 24 avril 1976 | 21 et 24 avril 1976 | 21 et 24 avril 1976 | 21 et 24 avril 1976 |  |  | 28 avril 1976 | 28 avril 1976 | 28 avril 1976 | 28 avril 1976 |  |  | 3 mai 1976 | 3 mai 1976 | 3 mai 1976 | 3 mai 1976 |
|  | 3e gr.5             | Hamilton Academical  | 1                   | 6                   | Hamilton Academical  | Hamilton Academical  | 0                   | 0                   |                     |                     |  |  | 28 avril 1976 | 28 avril 1976 | 28 avril 1976 | 28 avril 1976 |  |  | 3 mai 1976 | 3 mai 1976 | 3 mai 1976 | 3 mai 1976 |
|  | 14 et 17 avril 1976 |                      |                     |                     | Hamilton Academical  | Hamilton Academical  | 0                   | 0                   |                     |                     |  |  | 28 avril 1976 | 28 avril 1976 | 28 avril 1976 | 28 avril 1976 |  |  | 3 mai 1976 | 3 mai 1976 | 3 mai 1976 | 3 mai 1976 |
|  |                     |                      | Airdrieonians       | Airdrieonians       | 4                    | 5                    |                     |                     |                     |                     |  |  | 28 avril 1976 | 28 avril 1976 | 28 avril 1976 | 28 avril 1976 |  |  | 3 mai 1976 | 3 mai 1976 | 3 mai 1976 | 3 mai 1976 |
|  | 2e gr.5             | Dunfermline Athletic | Airdrieonians       | Airdrieonians       | 4                    | 5                    | 4                   | 0                   |                     |                     |  |  | 28 avril 1976 | 28 avril 1976 | 28 avril 1976 | 28 avril 1976 |  |  | 3 mai 1976 | 3 mai 1976 | 3 mai 1976 | 3 mai 1976 |
|  | 2e gr.5             | Dunfermline Athletic | 21 et 24 avril 1976 |                     |                      |                      | 4                   | 0                   |                     |                     |  |  | 28 avril 1976 | 28 avril 1976 | 28 avril 1976 | 28 avril 1976 |  |  | 3 mai 1976 | 3 mai 1976 | 3 mai 1976 | 3 mai 1976 |
|  | 1er gr.1            | Airdrieonians        | 2                   | 3                   |                      |                      |                     |                     |                     |                     |  |  | 28 avril 1976 | 28 avril 1976 | 28 avril 1976 | 28 avril 1976 |  |  | 3 mai 1976 | 3 mai 1976 | 3 mai 1976 | 3 mai 1976 |
|  | 1er gr.1            | Airdrieonians        | 2                   | 3                   | Airdrieonians        | Airdrieonians        | 3                   | 3                   |                     |                     |  |  |               |               |               |               |  |  | 3 mai 1976 | 3 mai 1976 | 3 mai 1976 | 3 mai 1976 |
|  | 14 et 17 avril 1976 |                      |                     |                     | Airdrieonians        | Airdrieonians        | 3                   | 3                   |                     |                     |  |  |               |               |               |               |  |  | 3 mai 1976 | 3 mai 1976 | 3 mai 1976 | 3 mai 1976 |
|  |                     |                      | Morton              | Morton              | 1                    | 1                    |                     |                     |                     |                     |  |  |               |               |               |               |  |  | 3 mai 1976 | 3 mai 1976 | 3 mai 1976 | 3 mai 1976 |
|  | 2e gr.7             | Morton               | Morton              | Morton              | 1                    | 1                    | 1                   | 3                   |                     |                     |  |  |               |               |               |               |  |  | 3 mai 1976 | 3 mai 1976 | 3 mai 1976 | 3 mai 1976 |
|  | 2e gr.7             | Morton               | 28 avril 1976       |                     |                      |                      | 1                   | 3                   |                     |                     |  |  |               |               |               |               |  |  | 3 mai 1976 | 3 mai 1976 | 3 mai 1976 | 3 mai 1976 |
|  | 1er gr.5            | Queen's Park         | 1                   | 2                   |                      |                      |                     |                     |                     |                     |  |  |               |               |               |               |  |  | 3 mai 1976 | 3 mai 1976 | 3 mai 1976 | 3 mai 1976 |
|  | 1er gr.5            | Queen's Park         | 1                   | 2                   | Morton               | Morton               | 1                   | 1                   |                     |                     |  |  |               |               |               |               |  |  | 3 mai 1976 | 3 mai 1976 | 3 mai 1976 | 3 mai 1976 |
|  | 14 et 17 avril 1976 |                      |                     |                     | Morton               | Morton               | 1                   | 1                   |                     |                     |  |  |               |               |               |               |  |  | 3 mai 1976 | 3 mai 1976 | 3 mai 1976 | 3 mai 1976 |
|  |                     |                      | Saint Mirren        | Saint Mirren        | 0                    | 0                    |                     |                     |                     |                     |  |  |               |               |               |               |  |  | 3 mai 1976 | 3 mai 1976 | 3 mai 1976 | 3 mai 1976 |
|  | 1er gr.3            | Saint Mirren         | Saint Mirren        | Saint Mirren        | 0                    | 0                    | 3                   | 4                   |                     |                     |  |  |               |               |               |               |  |  | 3 mai 1976 | 3 mai 1976 | 3 mai 1976 | 3 mai 1976 |
|  | 1er gr.3            | Saint Mirren         | 21 et 24 avril 1976 |                     |                      |                      | 3                   | 4                   |                     |                     |  |  |               |               |               |               |  |  | 3 mai 1976 | 3 mai 1976 | 3 mai 1976 | 3 mai 1976 |
|  | 2e gr.2             | Alloa Athletic       | 0                   | 1                   |                      |                      |                     |                     |                     |                     |  |  |               |               |               |               |  |  | 3 mai 1976 | 3 mai 1976 | 3 mai 1976 | 3 mai 1976 |
|  | 2e gr.2             | Alloa Athletic       | 0                   | 1                   | Airdrieonians (a.p.) | Airdrieonians (a.p.) | 4                   | 4                   |                     |                     |  |  |               |               |               |               |  |  |            |            |            |            |
|  | 14 et 17 avril 1976 |                      |                     |                     | Airdrieonians (a.p.) | Airdrieonians (a.p.) | 4                   | 4                   |                     |                     |  |  |               |               |               |               |  |  |            |            |            |            |
|  |                     |                      | Clydebank           | Clydebank           | 2                    | 2                    |                     |                     |                     |                     |  |  |               |               |               |               |  |  |            |            |            |            |
|  | 2e gr.6             | Clydebank            | Clydebank           | Clydebank           | 2                    | 2                    | 4                   | 0                   |                     |                     |  |  |               |               |               |               |  |  |            |            |            |            |
|  | 2e gr.6             | Clydebank            |                     |                     |                      |                      |                     | 0                   |                     |                     |  |  |               |               |               |               |  |  |            |            |            |            |
|  | 3e gr.4             | Albion Rovers        | 1                   | 2                   |                      |                      |                     |                     |                     |                     |  |  |               |               |               |               |  |  |            |            |            |            |
|  | 3e gr.4             | Albion Rovers        | 1                   | 2                   | Clydebank (t.a.b.)   | Clydebank (t.a.b.)   | 1                   | 0                   |                     |                     |  |  |               |               |               |               |  |  |            |            |            |            |
|  | 14 et 17 avril 1976 |                      |                     |                     | Clydebank (t.a.b.)   | Clydebank (t.a.b.)   | 1                   | 0                   |                     |                     |  |  |               |               |               |               |  |  |            |            |            |            |
|  |                     |                      | East Fife           | East Fife           | 0                    | 1                    |                     |                     |                     |                     |  |  |               |               |               |               |  |  |            |            |            |            |
|  | 2e gr.3             | Partick Thistle      | East Fife           | East Fife           | 0                    | 1                    | 1                   | 0                   |                     |                     |  |  |               |               |               |               |  |  |            |            |            |            |
|  | 2e gr.3             | Partick Thistle      | 21 et 24 avril 1976 |                     |                      |                      | 1                   | 0                   |                     |                     |  |  |               |               |               |               |  |  |            |            |            |            |
|  | 2e gr.1             | East Fife            | 0                   | 2                   |                      |                      |                     |                     |                     |                     |  |  |               |               |               |               |  |  |            |            |            |            |
|  | 2e gr.1             | East Fife            | 0                   | 2                   | Clydebank            | Clydebank            | 3                   | 3                   |                     |                     |  |  |               |               |               |               |  |  |            |            |            |            |
|  | 17 et 19 avril 1976 |                      |                     |                     | Clydebank            | Clydebank            | 3                   | 3                   |                     |                     |  |  |               |               |               |               |  |  |            |            |            |            |
|  |                     |                      | Dumbarton           | Dumbarton           | 1                    | 1                    |                     |                     |                     |                     |  |  |               |               |               |               |  |  |            |            |            |            |
|  | 1er gr.6            | Raith Rovers         | Dumbarton           | Dumbarton           | 1                    | 1                    | 2                   | 0                   |                     |                     |  |  |               |               |               |               |  |  |            |            |            |            |
|  | 1er gr.6            | Raith Rovers         |                     |                     |                      |                      |                     | 0                   |                     |                     |  |  |               |               |               |               |  |  |            |            |            |            |
|  | 1er gr.4            | Dumbarton            | 2                   | 4                   |                      |                      |                     |                     |                     |                     |  |  |               |               |               |               |  |  |            |            |            |            |
|  | 1er gr.4            | Dumbarton            | 2                   | 4                   | Dumbarton            | Dumbarton            | 4                   | 2                   |                     |                     |  |  |               |               |               |               |  |  |            |            |            |            |
|  | 14 et 17 avril 1976 |                      |                     |                     | Dumbarton            | Dumbarton            | 4                   | 2                   |                     |                     |  |  |               |               |               |               |  |  |            |            |            |            |
|  |                     |                      | Falkirk             | Falkirk             | 2                    | 1                    |                     |                     |                     |                     |  |  |               |               |               |               |  |  |            |            |            |            |
|  | 2e gr.4             | Arbroath             | Falkirk             | Falkirk             | 2                    | 1                    | 2                   | 0                   |                     |                     |  |  |               |               |               |               |  |  |            |            |            |            |
|  | 2e gr.4             | Arbroath             |                     |                     |                      |                      |                     | 0                   |                     |                     |  |  |               |               |               |               |  |  |            |            |            |            |
|  | 1er gr.2            | Falkirk              | 1                   | 2                   |                      |                      |                     |                     |                     |                     |  |  |               |               |               |               |  |  |            |            |            |            |
|  | 1er gr.2            | Falkirk              | 1                   | 2                   |                      |                      |                     |                     |                     |                     |  |  |               |               |               |               |  |  |            |            |            |            |
|  |                     |                      |                     |                     |                      |                      |                     |                     |                     |                     |  |  |               |               |               |               |  |  |            |            |            |            |

#### Finale
Airdrieonians remporte la coupe en battant Clydebank en finale, 4-2 après prolongation.
| 3 mai 1976 | Airdrieonians                | 4 – 2 (a.p.) | Clydebank | Firhill Stadium                           |                                           |
|            | McCulloch · McVeigh · Walker |              | ? · ?     | Spectateurs : 5 000 Arbitrage : W. Mullan | Spectateurs : 5 000 Arbitrage : W. Mullan |

## Disparition
Le manque de succès populaire et le petit nombre de spectateurs amenèrent les clubs à remettre en question l'existence de cette coupe. En mai 1976, Albion Rovers déposa une motion auprès de la Scottish Football League pour que les championnats de Division 2 et de Division 3 se jouent sur la base d'une triple confrontation entre chaque club, avec donc un calendrier de 39 journées. Cette motion est acceptée pour être mise en œuvre dès la saison suivante, condamnant de fait la Spring Cup.